# Konidiofor

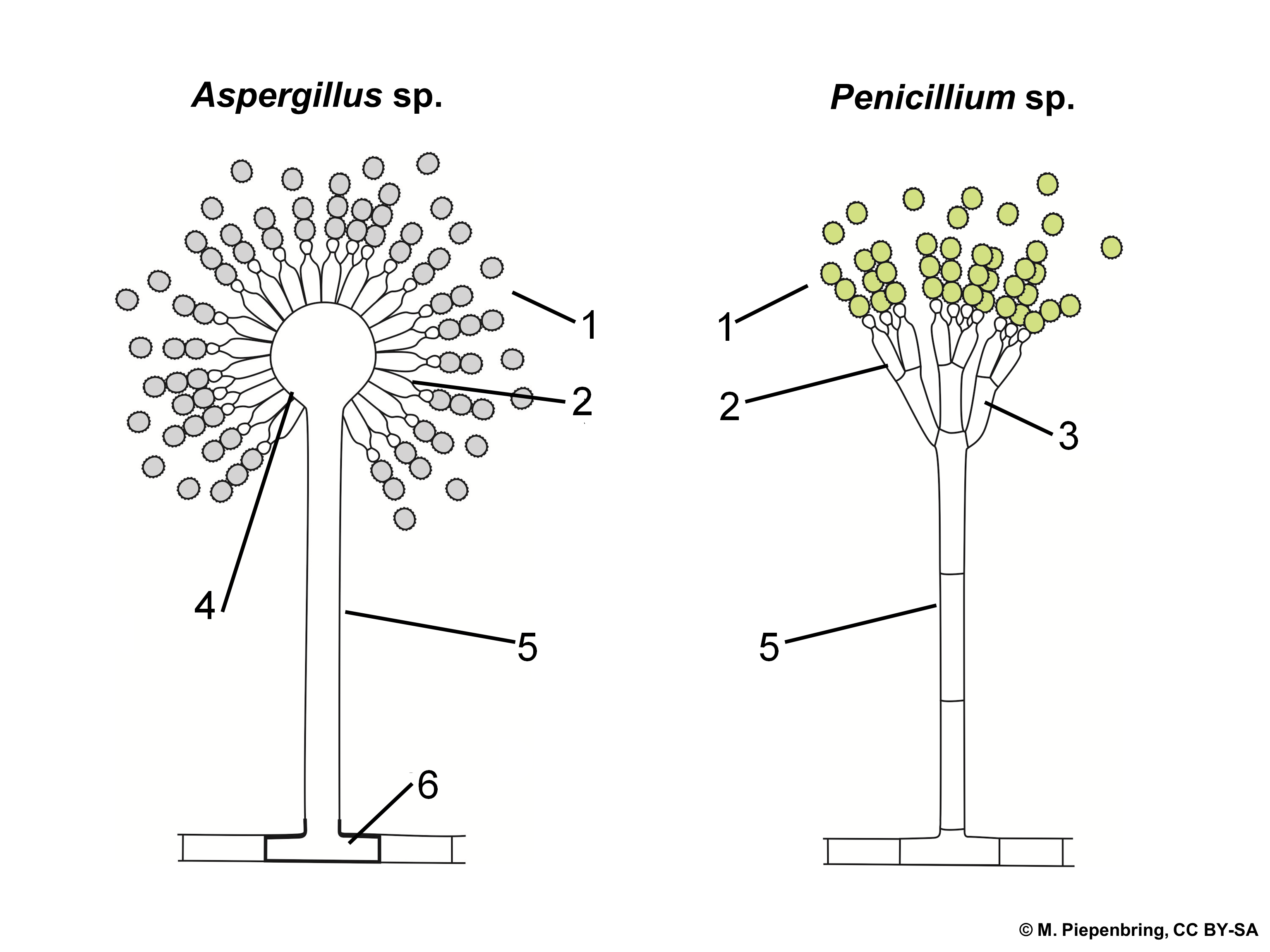
Konidiofory u kropidlaka i pędzlaka: 1 – konidia, 2 – fialida, 3 – metula, 4 – pęcherzyk konidioforu, 5 – konidiofor, 6 – podstawa konidioforu

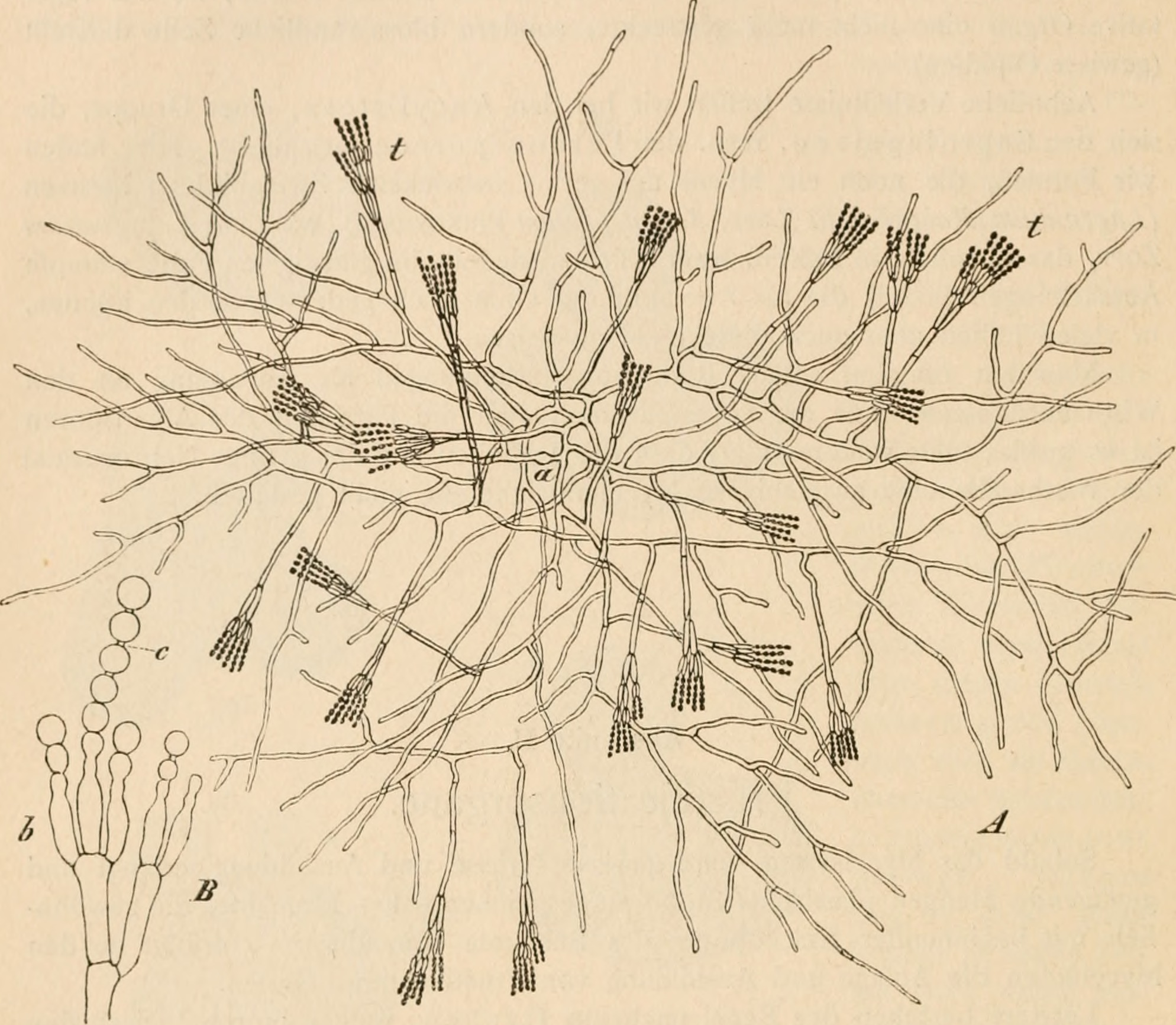
Grzybnia (A) z prostopadle wznoszącymi się konidioforami. a – zarodnik, z którego wyrosła grzybnia, b – komórka konidiotwórcza, c – konidia, t – górna część konidioforu

Konidiofor lub trzonek konidialny (ang. conidiophor) – szczytowa strzępka grzybni, na której wytwarzane są zarodniki konidialne. Konidiofor wyrasta z komórki bazalnej i zazwyczaj wzniesiony jest do góry. Trzonek ten może być nierozgałęziony, jak np. u kropidlaków (Aspergillus), lub rozgałęziony, jak u pędzlaków (Penicillum), rozgałęzienia te to metule. Zazwyczaj ostatni, szczytowy odcinek konidioforu to komórka konidiotwórcza, z której wyrastają konidia, czasem jednak może ona znajdować się nieco poniżej jego wierzchołka, lub w środku konidiofora.
Konidiofor może składać się z jednej lub z wielu komórek. Wyróżnia się 2 typy konidioforów:
- mikronematyczne – nieróżniące się budową od strzępek grzybni, złożone zazwyczaj z 2–3 komórek
- makronematyczne – złożone z różnie zbudowanych płonnych komórek i jednej lub kilku komórek konidiotwórczych[2].

Konidiofory mogą wyrastać pojedynczo, w pęczkach lub tworzyć bardziej złożone struktury zwane konidiomami. Wyróżnia się następujące typy konidiomów: koremium, sporodochium, pionnot, acerwulus, kupula, pyknotyrium, pyknidium. Konidiofory wyrastające pojedynczo, w pęczkach lub w koremiach (synnemach) powstają bezpośrednio na powierzchni podłoża czy żywiciela, pozostałe mogą powstawać na podkładkach, pod kutykulą lub skórką rośliny, mogą wystawać ponad skórkę, mogą też być zanurzone w podłożu czy tkankach żywiciela.
Budowa konidioforów odgrywa ważną rolę przy mikroskopowym oznaczaniu gatunków. Chodzi o takie jej cechy jak: szerokość i długość podawana w µm, ilość komórek, z których się składają, ich kształt, czy są zróżnicowane, czy jednakowe, miejsce wyrastania, barwa, grubość ściany i inne cechy.